# Bota Café
Bota Café (Bota) è un film del 2014 diretto da Iris Elezi e Thomas Logoreci.

## Trama
July vive con la nonna Noje, in un piccolo villaggio sorto ai tempi della dittatura di Enver Hoxha in prossimità di un ex campo di internamento degli oppositori al regime. Qui, dopo il ritorno della democrazia, vengono fatte ricerche per ritrovare le spoglie delle vittime. Nella zona, inoltre, è in costruzione un'autostrada. Unico ritrovo del villaggio è un locale isolato, il Bota, gestito da July, ma il cui proprietario è suo cugino Beni, un uomo maturo dedito ad affari poco chiari. Beni è sposato, ma ha una giovane amante, Nora, che si adatta a fare la cameriera nel caffè.
La vita si svolge nella monotonia e solo alla fine dei lavori dell'autostrada il locale si anima con una serata speciale con musica, balli e fuochi artificiali. Gli avvenimenti precipitano quando Beni, con la disapprovazione di Nora, chiude il conto corrente della zia Noje, di cui ha la delega, e nel contempo a July viene comunicata la verità sulla scomparsa della madre e così scopre di essere stata defraudata dell'indennizzo a lei spettante, perché accreditato sul conto della nonna.

## Produzione
La produzione del film è stata compartecipata dall'Italia e dal Kosovo, in particolare ha avuto il sostegno del Mibact e di Rai Cinema ed è stata co-finanziata dal fondo regionale per il cinema e l'audiovisivo 2014 della regione Lazio.
Le riprese sono state effettuate presso il villaggio Adriatik e la cittadina di Rremas.